# 桜川 (板橋区)
桜川（さくらがわ）は、東京都板橋区の町名。現行行政地名は桜川一丁目から桜川三丁目。板橋区では、桜川を含む全域で住居表示が実施されている。

## 地理
東京都板橋区の南部に位置する。町域の西辺は練馬区との区境を形成する。町域南辺を東西に石神井川が流れ、南部は広大な城北中央公園の東半部を含む。地区南部に桜川一丁目、北東に同二丁目、北西に同三丁目が配される。北は上板橋、東は東新町、南は小茂根、南西は練馬区氷川台、西は練馬区錦と隣接する。北西の練馬区北町と交差点の一点で接する。

### 地価
住宅地の地価は、2024年（令和6年）7月1日の地価調査によれば、桜川3-16-5の地点で49万8000円/m2となっている。

## 歴史
当該エリアは1871年（明治4年）11月14日に浦和県（現埼玉県）から東京府に編入された。1932年からは板橋区の一部となり、住居表示実施に伴い桜川が成立した。

## 世帯数と人口
2025年（令和7年）3月1日現在（板橋区発表）の世帯数と人口は以下の通りである。なお、二丁目は秘匿のため、一丁目と合算となる。
| 丁目               | 世帯数    | 人口    |
| ------------------ | --------- | ------- |
| 桜川一丁目・二丁目 | 1,529世帯 | 2,621人 |
| 桜川三丁目         | 1,203世帯 | 2,162人 |
| 計                 | 2,732世帯 | 4,783人 |

### 人口の変遷
国勢調査による人口の推移。
| 年                 | 人口  |
| ------------------ | ----- |
| 1995年（平成7年）  | 3,910 |
| 2000年（平成12年） | 4,171 |
| 2005年（平成17年） | 4,504 |
| 2010年（平成22年） | 4,625 |
| 2015年（平成27年） | 4,727 |
| 2020年（令和2年）  | 4,884 |

### 世帯数の変遷
国勢調査による世帯数の推移。
| 年                 | 世帯数 |
| ------------------ | ------ |
| 1995年（平成7年）  | 1,766  |
| 2000年（平成12年） | 1,989  |
| 2005年（平成17年） | 2,079  |
| 2010年（平成22年） | 2,297  |
| 2015年（平成27年） | 2,379  |
| 2020年（令和2年）  | 2,574  |

## 学区
区立小・中学校に通う場合、学区は以下の通りとなる（2021年8月時点）。
| 丁目       | 番地 | 小学校             | 中学校             |
| ---------- | ---- | ------------------ | ------------------ |
| 桜川一丁目 | 全域 | 板橋区立桜川小学校 | 板橋区立桜川中学校 |
| 桜川二丁目 | 全域 | 板橋区立桜川小学校 | 板橋区立桜川中学校 |
| 桜川三丁目 | 全域 | 板橋区立桜川小学校 | 板橋区立桜川中学校 |

## 事業所
2021年（令和3年）現在の経済センサス調査による事業所数と従業員数は以下の通りである。
| 丁目       | 事業所数  | 従業員数 |
| ---------- | --------- | -------- |
| 桜川一丁目 | 5事業所   | 85人     |
| 桜川二丁目 | 54事業所  | 838人    |
| 桜川三丁目 | 94事業所  | 644人    |
| 計         | 153事業所 | 1,567人  |

### 事業者数の変遷
経済センサスによる事業所数の推移。
| 年                 | 事業者数 |
| ------------------ | -------- |
| 2016年（平成28年） | 146      |
| 2021年（令和3年）  | 153      |

### 従業員数の変遷
経済センサスによる従業員数の推移。
| 年                 | 従業員数 |
| ------------------ | -------- |
| 2016年（平成28年） | 1,401    |
| 2021年（令和3年）  | 1,567    |

## 交通

### 鉄道
町域内に駅は設置されていないが、以下の路線・駅が利用可能である。
- 東武鉄道
  - 東武東上線：上板橋駅（上板橋二丁目および常盤台四丁目）

### バス
- 国際興業バス　
  - 桜川・上板橋二丁目：光02　池袋駅東口行き・光が丘駅行き

### 道路
- 国道254号（川越街道）

## 施設
- 板橋区立桜川中学校
- 城北中央公園
- 上板橋体育館
- 上板橋健康福祉センター
- 御嶽神社

## その他

### 日本郵便
- 郵便番号 : 174-0075[3]（集配局 : 板橋北郵便局[17]）。